# Le Lâche
Pour plus de détails, voir Fiche technique et Distribution.
Le Lâche (Kapurush) est un film indien réalisé par Satyajit Ray, sorti en 1965.

## Synopsis
Amithaba, scénariste de films commerciaux, se promène dans la campagne, effectuant des repérages. Sa voiture tombe en panne et il est hébergé par un planteur de thé dont l'épouse est Karuna, une femme qu'il a autrefois aimée, mais qu'il n'a pas su ou pas voulu garder...

## Analyse
Le Lâche est un condensé des sujets de préoccupations qui traversent l'ensemble de l'œuvre du cinéaste indien. A l'instar de Charulata (1964), l'intrigue principale et sa progression repose sur la dynamique d'une relation homme / femme.
Le couple, ce qui l'unit ou le désunit, est un motif récurrent que l'on retrouve déjà dans la trilogie d'Apu et plus spécifiquement dans Le Monde d'Apu (1959).
Cette thématique a souvent pour toile de fond la société indienne traditionnelle et son fonctionnement qui peut sembler rigide ; ou tout du moins qui laisse peu de place aux aspirations individuelles. Dans Le Lâche, cela s'illustre notamment par le fait que la famille de Karuna n'approuve aucunement sa relation avec Amitabha et fera en sorte d'y mettre un terme. Par ailleurs, le mariage apparaît comme la seule issue permettant de préserver leur relation afin d'empêcher le départ de Karuna contrainte de suivre sa famille.
Comme dans la Déesse ou encore le Salon de musique pour ne citer que ces deux films, Satyajit Ray questionne le rapport ambiguë et contradictoire de l'Inde à la modernité. Cette dialectique est au coeur de la réflexion développée par le cinéaste dans l'ensemble de son œuvre. Il est à noter que la famille Ray a été très impliquée dans le Brahmo Samaj, un mouvement religieux et social réformateur du XIXe siècle au Bengale. Aussi, dans le cinéma de Ray, il n'est pas rare de se trouver face au portrait d'une Inde tiraillée entre la tentation de la modernité son l'instinct de conservation.
Ces questionnements peuvent trouver une traduction concrète à travers l'opposition rural / urbain que l'on retrouve aussi dans ce film. En effet, dans le Lâche, l'ensemble de l'intrigue se déroule en milieu rural et la ville est présentée comme un ailleurs étranger. Satyajit Ray dresse le portrait de la ruralité indienne dès La complainte du sentier (1955), son premier long-métrage. Cependant, c'est dans le Salon de musique qui lui donnera sa dimension la plus ample en narrant la fin de ce monde rural et féodal à travers la figure d'un aristocrate décadant. Un monde rural mais aussi, il faut le rappeler, Bengali. Le cinéma de Ray n'a de cesse d'affirmer son ancrage dans le Bengale. La conversation lors du diner entre Karuna, son mari et Amitabha s'attarde longuement sur le Bengale et ses caractéristiques.

## Fiche technique
- Titre : Le Lâche
- Titre original : Kapurush
- Réalisation : Satyajit Ray
- Scénario : Satyajit Ray, Premendra Mitra (histoire originale)
- Production : R.D. Bansal Productions
- Musique : Satyajit Ray
- Photographie : Soumendu Roy
- Montage : Dulal Dutta
- Décors : Bansi Chandragupta
- Pays d'origine :  Inde
- Langue originale : bengali
- Format : noir et blanc — 35 mm — son mono
- Durée : 74 minutes
- Dates de sortie :
  - Inde : 7 mai 1965
  - France : 13 avril 1994

## Distribution
- Soumitra Chatterjee : Amitabha Ray
- Madhabi Mukherjee : Karuna Gupta
- Haradhan Bannerjee : Bimal Gupta

## Distinctions
- Nomination pour le Lion d'or à la Mostra de Venise en 1965